# Soak Up the Sun
Soak Up the Sun är en singel från studiealbumet C'mon, C'mon av Sheryl Crow. Låten har nått plats 17 som högst på Billboard Hot 100. Samma år som singeln släpptes blev Crow nominerad till en Grammy för låten.
Under Glastonburyfestivalen i juni 2019 tillägnade Sheryl Crow låten åt Greta Thunberg.

### Fotnoter
1. ↑  ”Sheryl Crow - Chart history”. Billboard. Arkiverad från originalet den 17 juli 2017. https://web.archive.org/web/20170717171808/http://www.billboard.com/artist/279107/sheryl-crow/chart. Läst 20 juli 2017.
2. ↑  ”Sheryl Crow | Artist | GRAMMYs”. The Recording Academy. https://www.grammy.com/grammys/artists/sheryl-crow. Läst 20 juli 2017.
3. ↑  ”Sheryl Crow dedikerade låt till Thunberg” (på svenska). Dagens Nyheter. 30 juni 2019. https://www.dn.se/kultur-noje/musik/sheryl-crow-dedikerade-lat-till-thunberg/. Läst 30 juni 2019.